# El capital monopolista
El capital monopolista: ensayo sobre el orden económico y social de Estados Unidos (en inglés: Monopoly Capital: An Essay on the American Economic and Social Order) es un libro de 1966 de los economistas marxistas Paul Sweezy y Paul A. Baran. Fue publicado por Monthly Review Press. Hizo una contribución importante a la teoría marxista al cambiar la atención del supuesto de una economía competitiva a la economía monopolística asociada con las corporaciones gigantes que dominan el proceso de acumulación moderno. Su trabajo desempeñó un papel destacado en el desarrollo intelectual de la Nueva Izquierda en las décadas de 1960 y 1970. Como afirmó una reseña de American Economic Review, representó "el primer intento serio de extender el modelo de capitalismo competitivo de Marx a las nuevas condiciones del capitalismo monopolista". Atrajo renovada atención después de la Gran Recesión.

## Argumento
Grandes negocios pueden mantener la fijación de precios en niveles altos mientras siguen compitiendo para reducir costos, publicitar y comercializar sus productos. El excedente económico real y potencial generado excede las salidas existentes para la inversión y el consumo capitalista. Por lo tanto, la acumulación privada requiere el apoyo del gasto público orientado principalmente hacia las tendencias gubernamentales imperialistas y militaristas, que es la forma más fácil y segura de utilizar la capacidad productiva excedente. Otras formas de absorber el excedente incluyen la expansión del esfuerzo de ventas y el crecimiento de las finanzas, los seguros y los bienes raíces.

## El excedente económico
Una de las contribuciones clave de Monopoly Capital es su aplicación del concepto de excedente económico. El excedente económico es simplemente la diferencia entre “lo que produce una sociedad y los costos de producirlo. El tamaño del excedente es un índice de productividad y riqueza, de cuánta libertad tiene una sociedad para lograr cualquier objetivo que se proponga. La composición del excedente muestra cómo utiliza esa libertad: cuánto invierte en ampliar su capacidad productiva, cuánto consume en diversas formas, cuánto derrocha y de qué manera”. Aunque algunos académicos vieron la introducción de este concepto como una ruptura con el enfoque marxista del valor, publicaciones posteriores de Baran y Sweezy, así como de otros autores, han seguido estableciendo la importancia de esta innovación, su consistencia con el concepto de valor trabajo de Marx., y relación complementaria a la categoría de plusvalía de Marx. Baran y Sweezy argumentan que bajo las condiciones oligopólicas de las economías modernas, dominadas por las grandes empresas, el excedente tiende a aumentar. La gran extensión de este creciente excedente real y potencial es visible en la subutilización de la capacidad productiva, el nivel de desempleo, el despilfarro incorporado en el esfuerzo de ventas y el gasto militar. Esto se debe a que las condiciones de monopolio/oligopolio dan como resultado oportunidades insuficientes para la reinversión rentable del excedente (que se manifiesta como exceso de capacidad y desempleo) y formas de competencia sin precios que implican grandes cantidades de trabajo improductivo (por ejemplo, en el esfuerzo de ventas y la diferenciación de productos). El resultado general es una tendencia hacia el estancamiento económico y el aumento de los gastos improductivos como respuesta.

## Problemas de absorción de excedentes y desperdicios
Baran y Sweezy destacaron cinco aspectos del problema de absorción de excedentes. Primero, que el consumo de lujo de la clase capitalista no podía aumentar tan rápido como el excedente disponible y las condiciones de monopolio limitaban las salidas para la inversión productiva. En segundo lugar, el gasto en el esfuerzo de ventas fue una salida importante para el excedente, ya que las grandes empresas se involucraron en formas de competencia no relacionadas con los precios y buscaron aumentar la demanda. Sin embargo, dichos gastos de marketing (publicidad, promoción de ventas, cambios excesivos de modelo, etc.) no proporcionan ningún valor de uso adicional y, por lo tanto, pueden tratarse como desperdicio. En tercer lugar, la oposición capitalista al gasto civil como una amenaza a sus intereses de clase y al poder de clase limitó la capacidad de dicho gasto para generar una demanda efectiva. Cuarto, el gasto militar no compite con los intereses capitalistas de la misma manera que el gasto civil y, a través del imperialismo, sirve para mejorar esos intereses. Por lo tanto, el gasto militar puede expandirse en un grado en que no lo hace el gasto civil, proporcionando una salida importante para la absorción de excedentes. Quinto, el gasto en finanzas puede servir para absorber una parte del superávit e impulsar la economía, a expensas de una mayor expansión de la deuda y la inestabilidad a largo plazo.

## Las cualidades irracionales de la sociedad capitalista monopolista
En los capítulos finales del libro, Baran y Sweezy destacan la creciente disparidad entre el potencial productivo de la sociedad estadounidense y el desperdicio y mal uso de ese potencial. Señalan las disparidades raciales y los costos sociales y culturales de la actual estructura del sistema político económico donde no se satisfacen verdaderas necesidades básicas para el desarrollo humano como la educación y la vivienda mientras se cultiva un militarismo beligerante y rasgos culturales asociados hoy al “consumismo”. con gran esfuerzo en aras del beneficio. Ven que las principales debilidades del sistema están en el reino imperial, ya que los países de la periferia se rebelan contra la dominación del capital monopolista sobre sus economías, una rebelión que se refleja cada vez más en la resistencia de los pueblos de color, que constituyen una parte crítica. de la clase obrera, dentro de los propios Estados Unidos.

## El capital monopolista y la Gran Recesión
Con la crisis financiera de 2007-2009 y la Gran Recesión de estos años, seguidas de condiciones de estancamiento económico, algunos economistas políticos han argumentado que el análisis de Baran y Sweezy en Monopoly Capital es clave para la explicación teórica e histórica de estos eventos. Esto ha llevado a una extensión de la teoría para abordar lo que se llama "capital monopolista-financiero", la "internacionalización del capital monopolista", la globalización del ejército laboral de reserva y la creciente monopolización de las comunicaciones, más dramáticamente Internet.

## Lectura adicional
- Baran, Paul A. & Sweezy, Paul M. Monopoly Capital: An essay on the American economic and social order (New York: Monthly Review Press, 1966)
- Nicholas Baran and John Bellamy Foster, eds., The Age of Monopoly Capital, The Selected Correspondence of Paul A. Baran and Paul M. Sweezy, 1949-1964 (Monthly Review Press, New York, 2017).
- Paul Auerbach and Peter Skott, "Concentration, Competition and Distribution: A Critique of Theories of Monopoly Capital", International Review of Applied Economics, vol. 2 (1), 1988, pp. 42–61
- Michael F. Bleaney, Underconsumption Theories: A History and Critical Analysis (New York: International Publishers, 1976), pp. 225–243
- Braverman, Harry. Labor and Monopoly Capital: The Degradation of Work in the Twentieth Century (New York: Monthly Review Press, 1974)
- Joseph Choonara, "Marxist accounts of the current crisis", International Socialism, Issue 123, 24 de junio de 2009
- Peter Clecak, Radical Paradoxes: Dilemmas of the American Left, 1945-1970 (New York: Harper & Row, 1973), pp. 72–174
- Keith Cowling, Monopoly Capitalism (London: Macmillan, 1982)
- Ben Fine; Andy Murfin, Macroeconomics and Monopoly Capitalism (Brighton: Wheatsheaf Books, 1984)
- Fusfeld, Daniel R. (1994) The Age of the Economist, pp. 151–2, Harper Collins, 7th Ed. ISBN 0-673-46805-4
- Robert L. Heilbroner, "A Marxist America", New York Review of Books, 26 de mayo de 1966, pp. 22–4, reprinted in Robert L. Heilbroner, Between Capitalism and Socialism (New York: Random House, 1970), pp. 237–246
- Robert R. Keller, "Monopoly Capital and the Great Depression: Testing Baran and Sweezy's Hypothesis", Review of Radical Political Economics, vol. 7 (4), diciembre de 1975, pp. 65–75
- Michael C. Howard; John E. King, A History of Marxian Economics, Volume II: 1929-1990 (London: Palgrave Macmillan, 1992), pp. 109–127, 313–316
- Andrew Kliman, The Failure of Capitalist Production: Underlying Causes of the Great Recession (London: Pluto Press, 2012), pp. 151–180
- Bill Lucarelli, Monopoly Capitalism in Crisis (London: Palgrave Macmillan, 2004)
- Bellod Redondo, J. F. (2008); "Monopolio e Irracionalidad: Microfundamentos de la Teoría Baran - Sweezy"; revista Principios - Estudios de Economía Política, pp 65 – 84, nº 10, Fundación Sistema, Madrid.
- Michael Lebowitz, Following Marx (Boston: Brill, 2009)
- Thomas E. Lambert; Edward Kwon, "Monopoly Capital and Capitalist Inefficiency", International Review of Applied Economics, vol. 29 (4), febrero de 2015, pp. 533–552
- Thomas E. Lambert, "Monopoly Capital and Entrepreneurism: Whither Small Business?", Cambridge Journal of Economics, marzo de 2019
- Thomas E. Lambert, "Monopoly Capital and Innovation: An Exploratory Assessment of R&D Effectiveness", International Review of Applied Economics, mayo 2019
- Raymond Lubitz, "Monopoly capitalism and neo-Marxism", The Public Interest, Issue number 21, Fall 1970, pp. 167–178
- Foster, John Bellamy; Magdoff, Fred. The Great Financial Crisis (Monthly Review Press, 2009)
- McChesney, Robert W.; Foster, John Bellamy; Stole, Inger L.; & Holleman, Hannah. "The Sales Effort and Monopoly Capital", Monthly Review, abril de 2009
- E.K. Hunt and Mark Lautzenheiser, History of Economic Thought: A Critical Perspective, third edition (Armonk, New York: M.E. Sharpe, 2011) pp 530–32
- Paul Mattick, Anti-Bolshevik Communism (Monmouth: Merlin Press, 1978), pp. 187–209
- Foster, John Bellamy & McChesney, Robert W. The Endless Crisis: How Monopoly-Finance Capital Produces Stagnation and Upheaval from the USA to China (Monthly Review Press, 2012)
- Robert W. McChesney, Digital Disconnect (New York: New Press, 2013)
- Bob Milward, Globalisation? Internationalisation and Monopoly Capitalism: Historical Processes and Capitalist Dynamism (Cheltenham: Edward Elgar, 2003)
- Bruce Norton, "The Accumulation of Capital as Historical Essence: A Critique of the Theory of Monopoly Capitalism", Discussion Paper Series, Association for Economic and Social Analysis, Amherst, Mass., noviembre de 1983
- Christian Pépin, "La stagnation à l'ère de la financiarisation et de la globalisation du capitalisme avancé: interprétation critique de l'école de la Monthly Review", Master's thesis, Université du Québec à Montréal, 2015
- Luis A. Pérez-Feliciano, The American Political Economy and Monopoly Capital: A Reinterpretation (VDM Verlag Dr. Müller, 2009)
- Luis A. Pérez-Feliciano, "The Myth of Monopoly Capital", International Journal of Arts and Commerce, Vol. 1, No. 7 (diciembre de 2012), pp. 143–158
- Malcolm C. Sawyer, "Theories of Monopoly Capitalism", Journal of Economic Surveys, Vol. 2, No. 1 (marzo de 1988), pp. 47–76
- Anwar Shaikh, "An Introduction to the History of Crisis Theories Archivado el 23 de octubre de 2017 en Wayback Machine." in U.S. Capitalism in Crisis (New York: U.R.P.E., 1978), pp. 219–241
- Anwar Shaikh, Capitalism: Competition, Conflict, Crises (New York: Oxford University Press, 2016), pp. 353–7
- Ron Stanfield, The Economic Surplus and Neo-Marxism (Lexington, Mass.: D.C. Heath & Co., 1973)
- Fabian van Onzen 'Service Workers in the Era of Monopoly Capital' (Leiden, Brill, 2021)
- Sam Williams, "The Monthly Review School", A Critique of Crisis Theory From a Marxist perspective blog, 28 de febrero de 2010
- Erik Olin Wright, "Alternative Perspectives in Marxist Theory of Accumulation and Crisis", The Insurgent Sociologist, Fall 1975, reprinted in The Subtle Analysis of Capitalism, ed. Jesse Schwartz (Santa Monica: Goodyear Publishers, 1977)
- Jonas Zoninsein, Monopoly Capital Theory: Hilferding and Twentieth-Century Capitalism (New York: Greenwood Press, 1990)